# Colma
Colma ist eine Stadt im San Mateo County im US-Bundesstaat Kalifornien mit 1507 Einwohnern (Stand: 2020).
Sie wurde 1924 als Nekropole von San Francisco gegründet. Im Jahr 2006 lagen in Colma rund 1,5 Millionen Menschen begraben, unter anderem auch Levi Strauss.
In den 1980er Jahren entstand in Colma ein Gewerbegebiet, in dem Automobil- und Logistikunternehmen ansässig sind, deren Geschäftstätigkeit sich nicht zentral auf Friedhöfe bezieht.